# Jacinda Ardern
Jacinda Kate Laurell Ardern (Hamilton, 26 de julho de 1980) é uma política neozelandesa que serviu como Primeira-ministra da Nova Zelândia de 2017 a 2023. Integrando o Parlamento desde 2008, exerceu ainda a função de líder do Partido Trabalhista também de 2017 a 2023, e ainda foi líder da oposição por três meses (também em 2017) antes de virar chefe de governo.

## Carreira política
Após se formar na Universidade de Waikato em 2001, Ardern começou sua carreira trabalhando como pesquisadora no gabinete da Primeira-Ministra Helen Clark. Mais tarde, trabalhou no Reino Unido como assessora do Primeiro-Ministro Tony Blair e, em 2008, foi eleita Presidente da União Internacional da Juventude Socialista. 
Ardern foi eleita para o Parlamento da Nova Zelândia em 2008, através da lista partidária, e em 2017 passou a representar o distrito de Mount Albert. Neste mesmo ano, foi escolhida por unanimidade como Vice-Líder do Partido Trabalhista na sequência da renúncia de Annette King.

## Primeira-ministra

### Primeiro mandato (2017-2020)
O Líder trabalhista Andrew Little renunciou em 1 de agosto de 2017 devido a baixa histórica que seu partido estava tendo nas pesquisas, e foi sucedido por Ardern. Sob a sua liderança, o partido superou nas pesquisas seu maior rival, o Partido Nacional, pela primeira vez em doze anos. 
Na eleição geral que ocorreu em 23 de setembro de 2017, os trabalhistas ganharam 46 assentos, aumentando sua bancada em 14 membros, mas sendo superados pelo Partido Nacional, que ganhou 56 cadeiras, não conseguindo atingir a maioria de 61 deputados. 
Em 19 de outubro, Winston Peters, do Nova Zelândia Primeiro, anunciou que estaria formando um governo com os Trabalhistas e os Verdes, fazendo de Ardern a próxima Primeira-Ministra.

#### Atentados de Christchurch
Em 15 de março de 2019, 51 pessoas foram mortas a tiros e 49 feridas em duas mesquitas em Christchurch. Em um comunicado transmitido pela televisão, Ardern ofereceu condolências e afirmou que os tiroteios foram executados por suspeitos com "visões extremistas" que não têm lugar na Nova Zelândia ou em qualquer outro lugar do mundo.
Anunciando um período de luto nacional, ela também viajou para Christchurch para encontrar as famílias das vítimas. Em um discurso no Parlamento, ela declarou que nunca diria o nome do atirador: "Fale os nomes daqueles que perdemos em vez do nome do homem que os levou. Ele é um terrorista. Ele é um criminoso. Ele é um extremista. Mas ele vai, quando eu falar, ser alguém sem nome." 
Ardern recebeu elogios internacionais por sua resposta aos tiroteios, e uma fotografia dela abraçando um membro da comunidade muçulmana de Christchurch com a palavra "paz" em inglês e árabe foi projetada no Burj Khalifa, o edifício mais alto do mundo.
Em resposta aos tiroteios, Ardern anunciou a intenção de seu governo de introduzir regulamentos mais rígidos sobre armas de fogo, tendo o Parlamento da Nova Zelândia aprovado por ampla maioria, em 10 de abril de 2019, uma lei que proíbe para banir armas semiautomáticas e fuzis de assalto.

#### Gestão da pandemia de covid-19

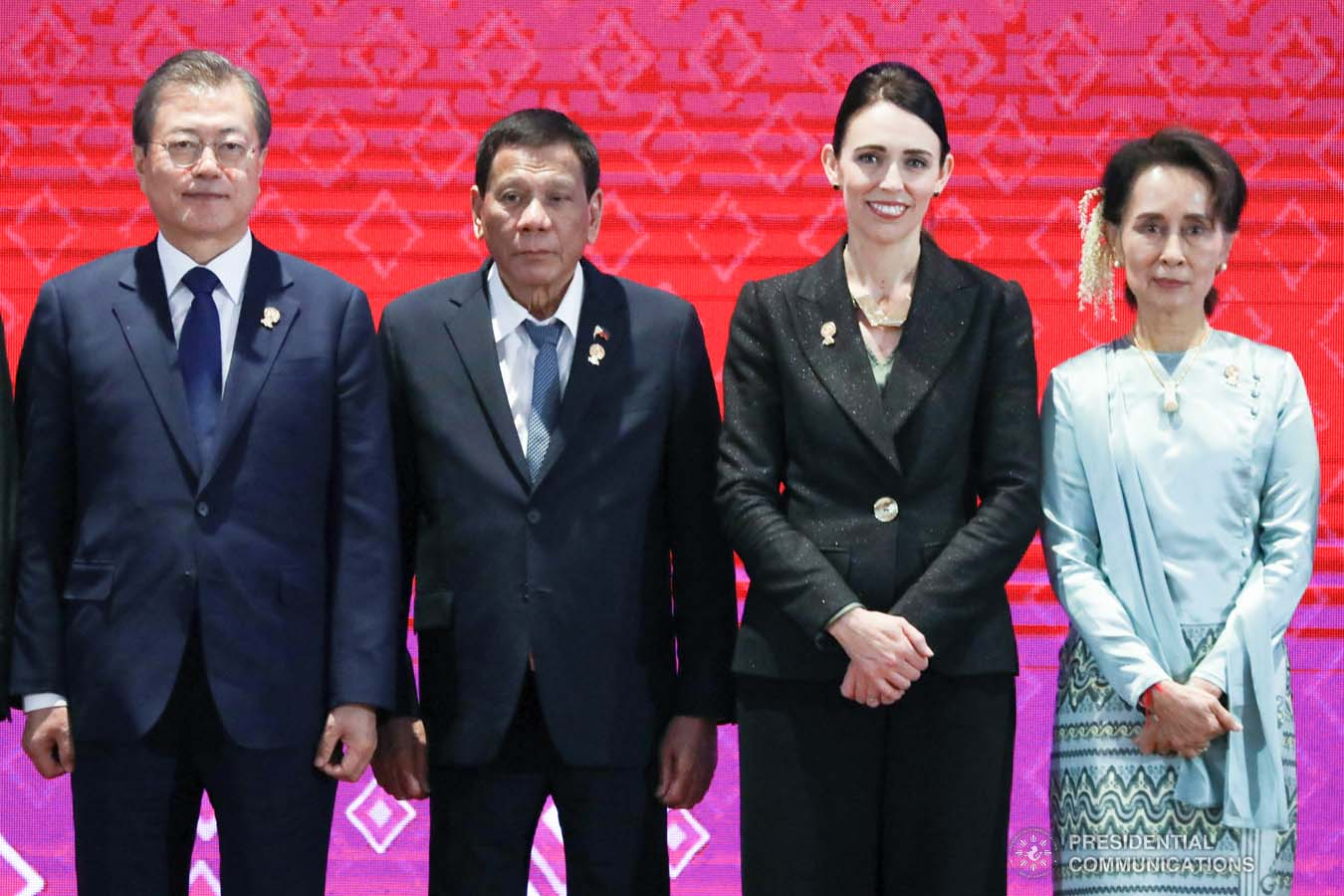
O presidente da Coreia do Sul, Moon Jae-in; o presidente das Filipinas, Rodrigo Duterte; a primeira-ministra da Nova Zelândia, Jacinda Ardern; e a conselheira de Estado de Myammar, Aung San Suu Kyi, durante a 14ª Cúpula do Leste Asiático.

Em 19 de março de 2020, a Nova Zelândia anunciou o fechamento das fronteiras para todos os estrangeiros, com exceção daqueles com cidadania, residentes ou com parentes próximos.
Em 9 de abril, foi anunciado que qualquer pessoa que entrasse no país deveria passar por um confinamento obrigatório de 14 dias, em instalações oferecidas pelo governo.
Em 23 de março de 2020, a primeira-ministra anunciou uma quarentena obrigatória nacional que excluiria apenas empresas de segmentos essenciais. Nesse momento, o país contava com 102 casos e nenhuma morte.
A partir de 9 de abril, foi iniciado o relaxamento gradual das medidas, conforme a curva de casos foi diminuindo.
A Nova Zelândia implementou testagens em massa, tendo realizado cerca de 300 mil testes de covid até junho de 2020 o equivalente a 6% da população do país.
Também foi realizado uma ampla operação de rastreamento de contatos, mapeando, isolando e testando as pessoas que tiveram contato com alguém com suspeita de ter contraído o vírus.
Não foram registradas mortes entre junho e setembro de 2020 e entre outubro de 2020 e fevereiro de 2021. Até abril de 2021, o país havia registrado 2.555 casos e 26 mortes.

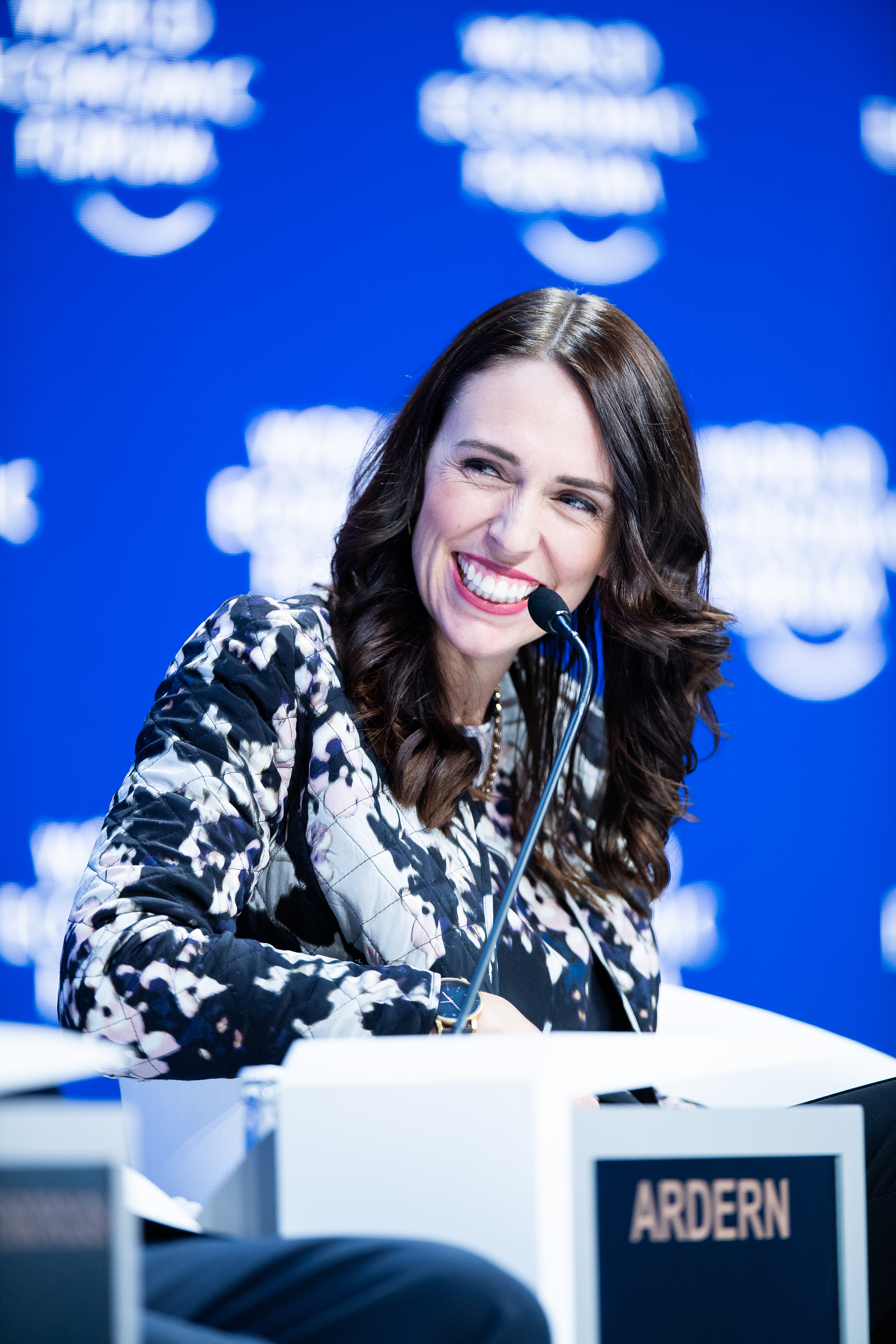
Jacinda Ardern no Fórum Econômico Mundial de Davos, em 2019

### Segundo mandato (2020-2023)
Em outubro de 2020, ela foi reeleita, por uma grande margem, para um novo mandato como chefe de governo. Ardern gozava de alta popularidade no período do pleito, atribuído principalmente a como ela lidou com a pandemia de COVID-19 no seu país, adotando políticas majoritariamente apoiadas por especialistas, como quarentenas e distanciamento social.
O Partido Trabalhista de Jacinda Ardern conquistou 64 dos 120  assentos do Parlamento da Nova Zelândia, obtendo a maioria absoluta das cadeiras, sendo a maior vitória do partido em quase meio século. 

### Renúncia
Em 19 de janeiro de 2023, no retiro de verão do Partido Trabalhista, Ardern anunciou que renunciaria ao cargo de líder do partido e primeira-ministra em 7 de fevereiro e deixaria o Parlamento nas eleições de 2023. Ela citou o desejo de passar mais tempo com o parceiro e a filha e a incapacidade de se comprometer por mais quatro anos.

## Visão política
Ideologicamente, Ardern se descreve como uma social-democrata e progressista. Apoiadora do movimento operário, oposta a cortes de impostos para pessoas de alta renda, apoia um estado de bem-estar social que fornece uma rede de segurança para "aqueles incapazes de se sustentar", e advoga pelo casamento homoafetivo e a liberalização do aborto. Foi a mulher mais jovem a assumir o cargo de primeira-ministra na história, aos 37 anos; e a terceira mulher a assumir o cargo em seu país.

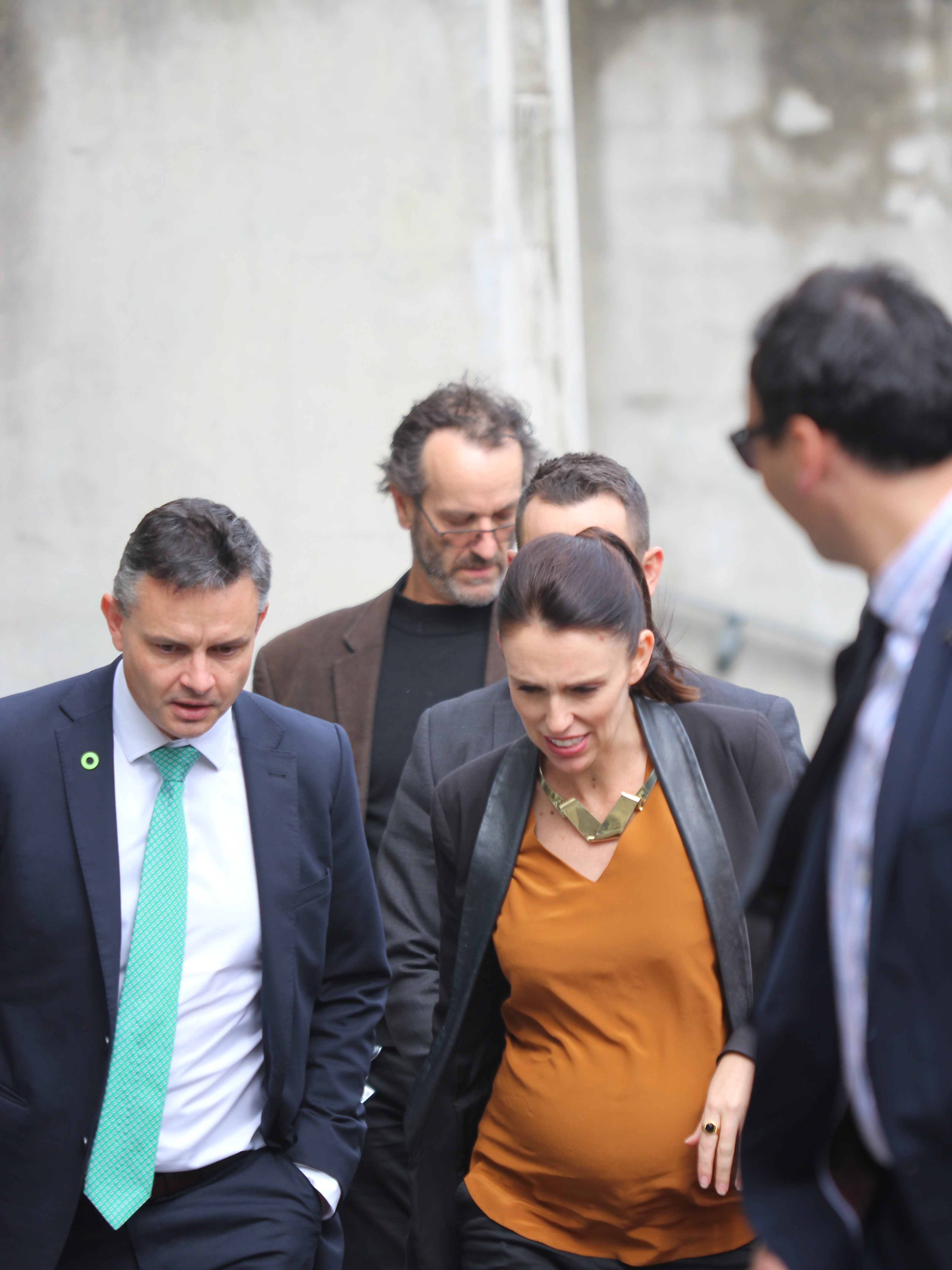
A primeira-ministra Jacinda Ardern, grávida, chegando à Universidade Victoria de Wellington.

## Vida pessoal
Anunciou sua gravidez em janeiro de 2018, conciliando a gestação com o cargo. A primeira-ministra deu à luz uma menina no dia 21 de junho de 2018, entrando em uma licença-maternidade de seis semanas.
A última vez em que uma chefe de governo teve uma gravidez no cargo ocorreu no mandato da primeira-ministra Benazir Bhutto, no Paquistão, em 1990.
Em 25 de setembro de 2018, a primeira-ministra assistiu uma cúpula na Assembleia Geral da ONU ao lado de sua filha de 3 meses, protagonizando uma imagem que repercutiu nas redes sociais.
Em 2023, Jacinda Ardern foi reconhecida pela forma como liderou a Nova Zelândia na pandemia de Covid 19 e durante a erupção vulcânica na Ilha Branca e o ataque terrorista a duas mesquitas, recebendo a segunda maior honraria do país, a Dame Grand Companion.